# Puy Gros (Chastreix)
Pour les articles homonymes, voir puy Gros.
Le puy Gros est un sommet des monts Dore dans le Massif central.

## Géographie
Le puy est situé dans le Puy-de-Dôme sur la commune de Chastreix, au sud du puy de Sancy.

### Géologie
Le puy Gros est un ancien dôme de lave constitué de sancyite à phénocristaux de pyroxène, biotite et plagioclase, sans sanidine. Le puy de Sancy, qui est tout proche, est aussi constitué de sancyite mais celle-ci intègre de gros cristaux de sanidine.

## Protection environnementale
Le sommet est inscrit dans la ZNIEFF de type 2 « Monts Dore » et de la ZNIEFF de type 1 « Vallée de la Fontaine Salée ».